# Cal putere oră
Un cal putere oră, notat CPh, este o unitate de măsură pentru energie, egală cu cantitatea de energie transferată de o putere de un cal putere în timp de o oră.
Calul putere oră nu face parte din Sistemul Internațional. Echivalentul în SI este:
1 CPh = 270 000 kgm (75 kgf x 3600 s) ≈ 2,6478 MJ.
Calul putere oră era utilizat în exprimarea consumului specific al motoarelor termice, exprimat în grame de combustibil pe cal putere oră (g/CPh). Actual acest consum se exprimă în grame de combustibil pe kilowatt-oră (g/kWh). Raportul de transformare este cel dintre CP și kW:
1 g/CPh = 0,7355 g/kWh